# 王慶雲 (安徽議員)
王庆云（1879年—1936年），字龙亭，安徽寿州王家圩（今属长丰县）人，中国民主革命家，中华民国政治人物。

## 生平
王庆云于清朝光绪五年（1879年）生于寿州王家圩的一个农民家庭。21岁中秀才，后来考试不第，遂到定远县炉桥储村学堂当教师。其间，他和当地人士方绍舟、张润斋、张万侯等人来往密切，互相传看革命书刊，思想趋于革命。后来，他结识了中国同盟会会员张汇滔、孙毓筠、张纶、袁家声，并参加了中国同盟会，开展革命活动。光绪三十三年（1907年），他和张汇滔在寿州秘密成立了信义会，计划于同年农历三月十五日四顶山庙会之时在寿州起义，不久事泄，起义计划被迫中止。光绪三十四年（1908年）冬，安庆马炮营起义失败，信义会也被清政府查获，王庆云、张汇滔等人转而组织合法的“农会”继续革命。
宣统元年（1909年），安徽谘议局成立，各县分别推选一人出席安徽谘议局的会议。王庆云作为农会代表，被寿州推选为议员，出席安徽谘议局的会议。到安庆之后，王庆云会见了朱家宝，劝朱家宝道：“皖北濒临淮河两岸，匪势日炽，人心浮动，似宜组织团防局，以资镇慑！”朱家宝采纳了王庆云的建议，任命王庆云为寿州团防局局长，并拨给他毛瑟步枪700支。安徽谘议局有人对王庆云办团练十分怀疑，对朱家宝称：“王庆云办团练，会不会变成苗沛霖那样，投靠了太平军？”朱家宝回答说：“安见不为曾国藩呢？”
王庆云回到寿州之后，随即成立寿州团防局，局址设在寿州城东的马厂集。该局靠700支毛瑟步枪编成了团练1队。此外，王庆云利用农会组织各乡青年成立联庄会，该会每个大队辖3个小队，每个小队辖3个班，每个班有10人，各大队隶属寿州团防局直接领导。
宣统三年（1911年）武昌起义爆发后，寿州革命党人王庆云、张汇滔、袁家声等人召开了寿州、凤台、怀远、凤阳、定远等处的革命党人和联庄会各大队大队长的联席会议，决定在农历九月十五日（1911年11月5日）在寿州举行起义。农历九月十四日夜，王庆云率寿州团防局团练以及联庄会各大队，臂缠白布，自马厂集开拔，至凌晨4时赶至寿州南城门外。张汇滔命农会机关成员打开了南城门，王庆云部随即开入寿州城，同张汇滔部汇合，攻下了总兵署以及州署。知州魏業𫁿弃城逃走。农历九月十六日，寿州光复。
寿州光复后，起义军被改编为淮上军，王庆云任总司令，郭行健任监军，张汇滔任参谋长。淮上军总司令部设在原清朝寿州总兵署。1911年11月，张勋率安武军自徐州向南进攻阜阳。坐镇寿州的王庆云未能及时策应，张汇滔遂从阜阳败退到三河尖。颍上、正阳受威胁，寿州城也处于危急之中，与此同时，各军队每天都到司令部索要军饷和军械，王庆云被迫在农历十一月下旬离开寿州到南京，准备向南京、上海方面求得枪炮。不久，张汇滔率部回到寿州，各军乃推举张汇滔继任司令。淮上军方安定下来。
中华民国成立后，民国元年（1912年）初，淮上军被统编为国民军第一军，王庆云任第一军第四师师长。但王庆云以不熟悉军事为借口，始终没有到任。同年，他任北京临时参议院议员。
1936年，王庆云逝世。